# Charles Bataillard
Charles Bataillard (Chambéry, 11 giugno 1783 – Torino, 6 gennaio 1861) è stato un militare italiano.

## Biografia
Figlio di Philippe (1742-?) e di Philippine Gabet (1743-1823), nel 1804 entrò coscritto nell'esercito francese. Nel 1805 venne promosso sottotenente, prese parte alle guerre napoleoniche e nel 1817 fu congedato dall'esercito reale con il grado di capitano. Entrato immediatamente nell'esercito del regno di Sardegna, fu retrocesso a 1° tenente nella Brigata Savoia per effetto del decreto reale di Vittorio Emanuele I che, pur riassorbendo gli ex militari napoleonici, li degradava per tradimento. Nel 1818, tuttavia, ricevette la promozione a capitano, l'anno seguente fu aiutante maggiore in 1ª e, restando probabilmente estraneo ai moti del 1821, nel 1823 venne promosso capitano della compagnia dei granatieri. Due anni dopo divenne maggiore e nel 1831 luogotenente colonnello. Nel 1837 fu trasferito nel 12º reggimento Casale con il grado di colonnello e poi promosso maggior generale comandante la Brigata Aosta. 
Allo scoppio della prima guerra d'indipendenza italiana venne assegnato quale comandante della città e della provincia di Vercelli. Ebbe il comando dei battaglioni piemontesi provvisoriamente dislocati in Lombardia. Luigi Cibrario narra che, al passaggio in carrozza del conte di Barge, cioè l'ex sovrano Carlo Alberto, a Vercelli il generale Bataillard lo riconobbe e gli permise di proseguire verso Casale:
(Luigi Cibrario, Ricordi d'una missione in Portogallo al Re Carlo Alberto per Luigi Cibrario senatore del Regno, Torino, stamperia reale, 1850, p. 248.)
Il 23 maggio 1849 fu collocato a riposo.  
Morì a Torino il 6 gennaio alle 2 del mattino per febbre catarrale a casa sua in via Andrea Doria 9. 

## Onorificenze
Onorificenze straniere